# Trofeo Joan Soler de Ciclocross
El Trofeo «Joan Soler» de Ciclocross es una carrera ciclista de la modalidad de ciclocrós que se disputa en la ciudad catalana de Manlleu. Fue creada como prueba en ruta y pasó a ser ciclocrós a partir de 2013. Está organizada por el Club ciclista Manlleuenc.

## Palmarés masculino
| Año  | Vencedor             | Segundo               | Tercero                  |
| ---- | -------------------- | --------------------- | ------------------------ |
| 2013 | Josep Betalú         | Arnau Rota            | Francesc Xavier Carnicer |
| 2014 | José Antonio Hermida | Tomàs Misser          | Gerard Álvarez           |
| 2015 | José Antonio Hermida | Hugo Drechou          | Isaac Simon              |
| 2016 | Aitor Hernández      | Ismael Esteban        | Felipe Orts              |
| 2017 | Felipe Orts          | Aitor Hernández       | Matthieu Boulo           |
| 2018 | Vincent Baestaens    | Dieter Vanthourenhout | Felipe Orts              |
| 2019 | Felipe Orts          | Kévin Suárez          | Dieter Vanthourenhout    |

## Palmarés femenino
| Año  | Vencedora        | Segunda           | Tercera           |
| ---- | ---------------- | ----------------- | ----------------- |
| 2013 | Anna Ramírez     | Judith Sánchez    | María Casanova    |
| 2014 | María Casanova   |                   |                   |
| 2015 | Sandra Santanyes | Blanca Vallès     | Jordina Muntadas  |
| 2016 | Aida Nuño        | Lucía González    | Alicia González   |
| 2017 | Helen Wyman      | Lucía González    | Joyce Vanderbeken |
| 2018 | Aida Nuño        | Lucía González    | Joyce Vanderbeken |
| 2019 | Lucía González   | Joyce Vanderbeken | Aida Nuño         |